# São Vicente de Valongo
São Vicente de Valongo foi uma freguesia rural extinta do concelho (atual município) de Évora, na fronteira com o concelho (atual município) de Redondo. Devido à sua baixa densidade populacional foi extinta nos primeiros anos do século XX, sendo anexada à Freguesia de Nossa Senhora de Machede.